# Deconychura pallida
El trepatroncos colilargo sureño  (Deconychura pallida) es una especie de ave paseriforme perteneciente a la subfamilia Dendrocolaptinae de la familia Furnariidae. Es nativa del occidente, sur y sureste de la cuenca del Amazonas en América del Sur. 

## Distribución y hábitat
Se distribuye de forma disjunta desde el sureste de Colombia y sur de Venezuela, en el este de Ecuador, hacia el sur por el norte y este de Perú, norte de Bolivia, occidente, sur y sureste de la Amazonia brasileña.
Esta especie es considerada poco común y local en sus hábitats naturales: los niveles medio y bajo del interior de selvas húmedas más frecuentemente de terra firme pero también de igapó. Tanto de tierras bajas como también de estribaciones y montanas bajas. Por debajo de los 500 metros de altitud en la Amazonia, pero llegando hasta los 700 metros en los piedemontes andinos.

## Estado de conservación
El trepatroncos colilargo sureño había sido calificado como «casi amenazado» por la Unión Internacional para la Conservación de la Naturaleza (IUCN) hasta el año 2024 debido a que, con base en modelos de futura deforestación de la cuenca amazónica, y dada la susceptibilidad de la especie a la perturbación y fragmentación de su hábitat, se sospechaba que su población, todavía no cuantificada, pueda decaer en 25-30% a lo largo de las próximas tres generaciones; sin embargo, en aquel año fue recalificado para «preocupación menor» debido principalmente a su inmensa área de distribución y a la extensión del hábitat preferencial.

## Sistemática

### Descripción original
La especie D. pallida fue descrita por primera vez por el ornitólogo estadounidense John Todd Zimmer en 1929 bajo el nombre científico de subespecie Deconychura longicauda pallida; su localidad tipo es: «Hyutanahan, Río Purus, Brasil»; el holotipo, un macho adulto recolectado el 31 de diciembre de 1921, se encuentra depositado en el Museo Carnegie de Historia Natural en Pittsburgh, Pensilvania, Estados Unidos, bajo el número CM 86902.

### Etimología
El nombre genérico femenino «Deconychura» se compone de las palabras del griego « δεκα deka que significa ‘diez’;  ονυξ onux, ονυχος onukhos» que significa ‘garra’, ‘zarpa’; y «ουρα oura» que significa ‘cola’; en referencia a las diez rectrices con hastes rígidas y curvas de la cola; y el nombre de la especie «pallida» proviene del latín «pallidus» que significa ‘pálido’, ‘apagado’.

### Taxonomía
La presente especie era tratada como el grupo de subespecies D. longicauda pallida del trepatroncos colilargo (Deconychura longicauda) y posteriormente como especie separada por las clasificaciones Aves del Mundo (HBW), Birdlife International (BLI) y del Congreso Ornitológico Internacional (IOC), con base en diferencias morfológicas y significativas diferencias de vocalización. La separación fue también adoptada por Clements checklist/eBird y reconocida en la Propuesta No 997 al Comité de Clasificación de Sudamérica (SACC).
Las principales diferencias apuntadas por HBW para justificar la separación son: su cola más corta (en el macho de 92–105 mm, contra 107–109; el mentón y las estrías de la garganta al pecho de color blancuzco y no beige vivo; y el canto, distintivo, una serie de cerca de ocho silbidos planos contra una serie de seis a diez largos silbidos ascendientes (ambos con timbre gradualmente descendiente), con notas mucho más cortas y con el timbre de la primera nota más alto y perfil diferente de la nota.
Las poblaciones de los piedemontes andinos del este de Ecuador aparentemente pertenecen a la subespecie connectens, pero las aves de tierras bajas adyacente pueden ser pallida; en estos piedemontes, tanto connectens como un taxón no descrito cantan muy diferente, sugiriendo un rango de especie diferente; otro taxón no descrito, tal vez el mismo, se observa en los piedemontes del noreste y centro norte de Perú. Un análisis reciente de todo el género, utilizando vocalización, morfología y genética llega a proponer la promoción a especies plenas de las tres subespecies aquí incluidas, así como también del taxón no descrito; sin embargo, las diferencias parecen ligeras y los análisis vocales se basan en muestras muy pequeñas, algunas de las cuales pueden no ser representativas.

### Subespecies
Según las clasificaciones del Congreso Ornitológico Internacional (IOC) y Clements Checklist/eBird se reconocen tres subespecies, con su correspondiente distribución geográfica:
- Deconychura pallida connectens J.T. Zimmer, 1929 – oeste y noroeste de la Amazonia al norte del río Amazonas, desde el este de Colombia y sur de Venezuela hacia el sur hasta el este de Ecuador, este de Perú (a occidente del río Ucayali) y noroeste de Brasil (alto río Negro).
- Deconychura pallida pallida J.T. Zimmer, 1929 – sur de la Amazonia al sur del río Amazonas, desde el este y sureste de Perú (a oriente del río Ucayali) hacia el este hasta el centro de la Amazonia brasileña (hacia el este al menos hasta el río Tapajós) y al sur hasta el norte de Bolivia y norte de Mato Grosso.
- Deconychura pallida zimmeri Pinto, 1974 – sureste de la Amazonia brasileña al sur del río Amazonas, desde el río Tocantins (posiblemente desde el Tapajós) al este hasta Maranhão.